# 守宫砂
守宫砂是中国及朝鮮古代用来检验女子是否有性行为的一种标志。关于守宫砂的最早记载出现在晋朝张华所著的《博物志》中，其中记述守宫砂是汉朝东方朔向汉武帝传授一种检验女子是否是处女的方法。传说守宫砂的制作方法主要分两种说法，第一种说法是把守宫（就是壁虎的古称）装在容器内，每日餵其朱砂，当守宫吃朱砂吃到七斤左右时就会变得全身通红，然后把守宫放到石臼里面，用大杵捣至万下，得到的朱泥就是守宫砂。第二种说法是，守宫四爪之间有一块天生的朱砂，将其取出就是守宫砂。将守宫砂点到女子的手臂或肚脐处，水洗不掉，如果没有性行为将终身不会褪色，如果有则颜色褪去消失。
晉人張華《博物誌》第四卷說明了「守宮」一詞的來歷：如果將壁虎養在容器裡頭，每天只餵牠吃朱砂，牠就會全身通紅，一直到吃足了七斤朱砂以後，便將壁虎磨碎，用來點在女人四肢上。那個紅點終年不滅（意指常年不滅），除非有過房事。明人郎瑛《七修類稿》也引用《博物誌》的說法，但有些不同：餵的不只是朱砂，還要加上草脂，等到壁虎全身通紅之後就搗成膏狀，而且還明確地說，是點在宮人臂上，就會終身不滅，一旦跟男人發生關係，紅點就會消失。這種用守宮（壁虎的別稱就叫守宮）磨成的膏，就叫守宮京，或叫臂砂。
用守宫砂来檢查女子是否是处女没有科学根据，唐代醫學家蘇敬也表示存疑：「蝘蜓又名蠍虎，以其常在屋壁，故名守宮，亦名壁宮。飼朱點婦人，謬說也。」

## 小說情節
雖然以守宫砂來檢查是否處女並沒有科學根據，但相關情節常在小说中出现，例如：
- 金庸的武俠小說《神雕俠侶》的小龍女被尹志平(新修版改為甄志丙）迷姦後，守宮砂即行消失[4]。

- 金庸的武俠小說《倚天屠龍記》的紀曉芙也因為被楊逍誘姦，被其師父滅絕師太察覺守宮砂消失，遭到殺身之禍[5]。